# Любча (Білоцерківський район)
Лю́бча — село в Україні, у Білоцерківському районі Київської області, у складі Ставищенської селищної громади. Розташоване на лівому березі річки Тарган (притока Росі) за 20 км на північ від смт Ставище та за 3 км від автошляху М05. Населення становить 419 осіб.

## Історія
За даними Словника географічного королівства Польського, розташовувалося на відстані 31 версти від повітового центру Таращі. Належало, зокрема, Собачкевичам. Церкву в селі було збудовано за сприяння дідича Пйонтковського.

## Населення

### Мова
Розподіл населення за рідною мовою за даними перепису 2001 року:
| Мова       | Відсоток |
| ---------- | -------- |
| українська | 99,05%   |
| російська  | 0,95%    |

## Галерея

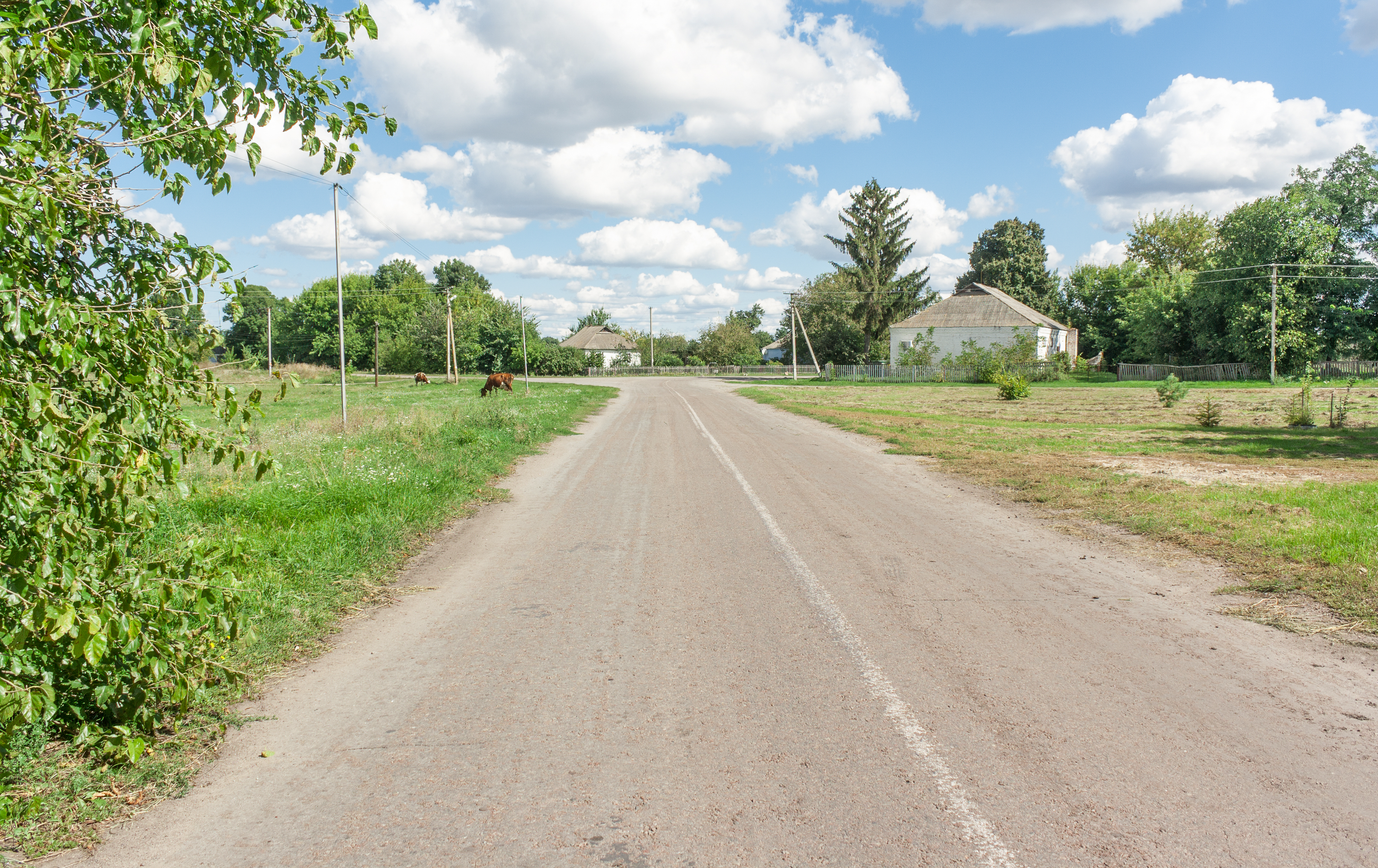
Вулиця Каштанова
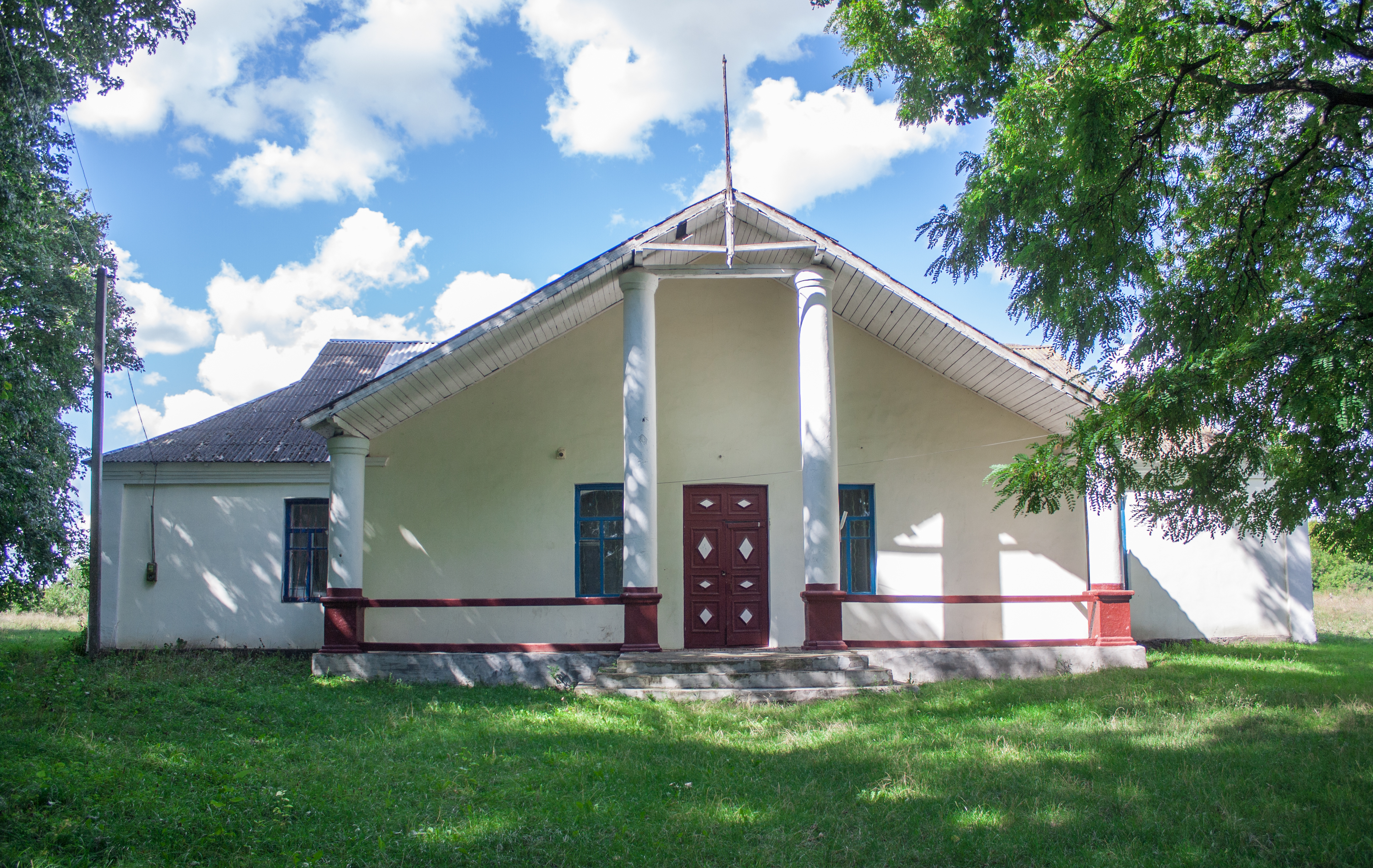
Клуб
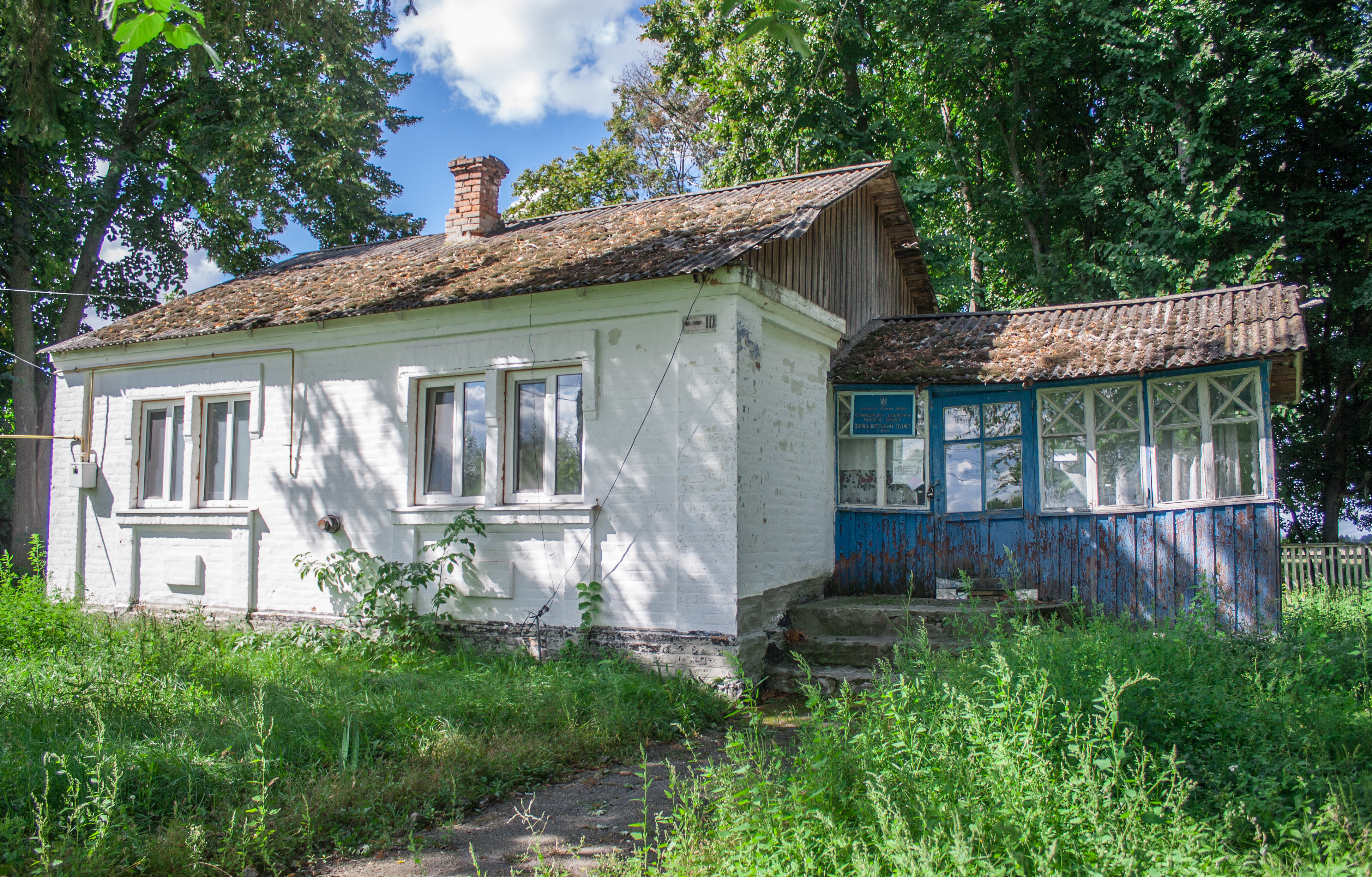
Фельдшерський пункт
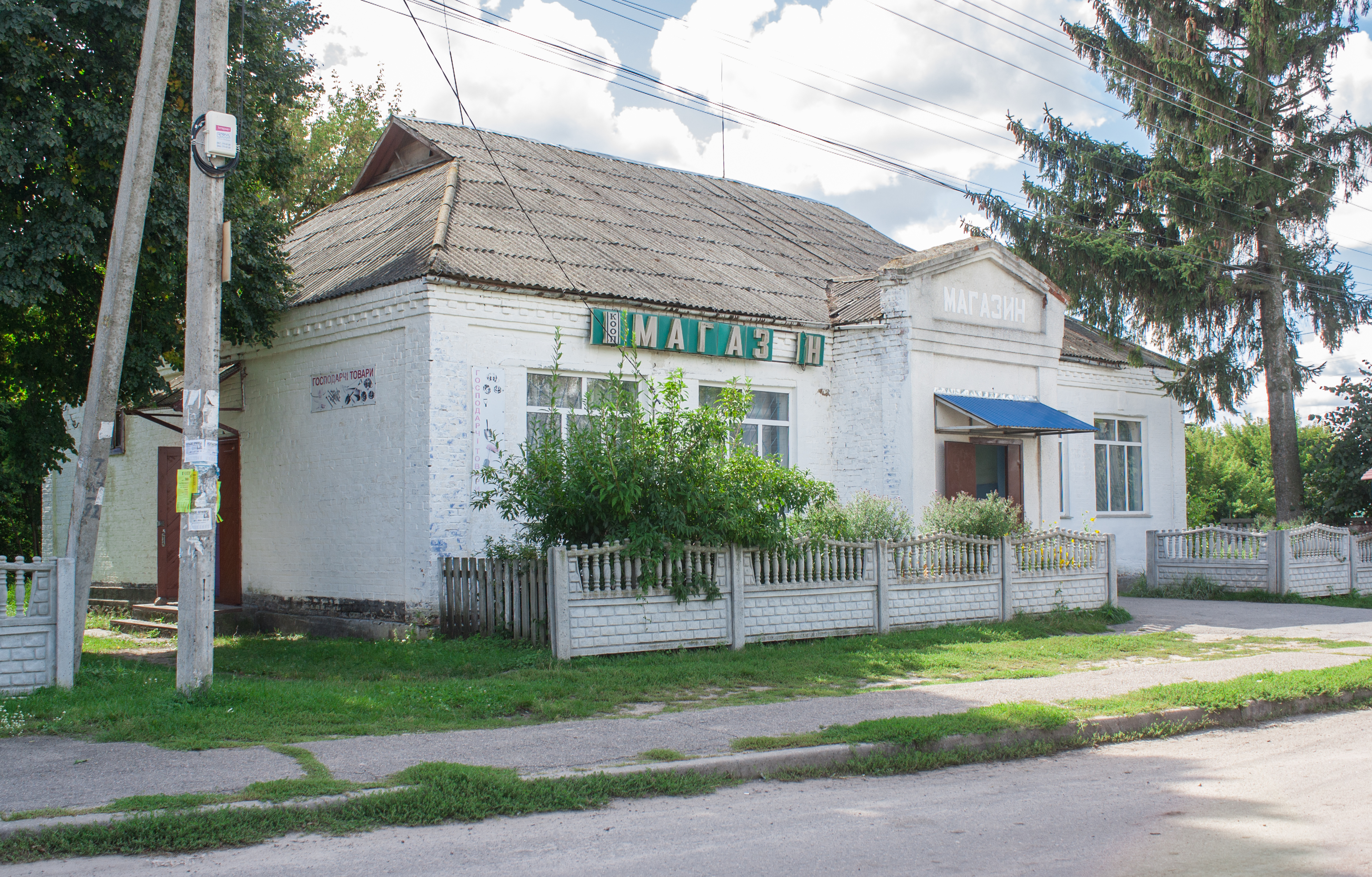
Магазин
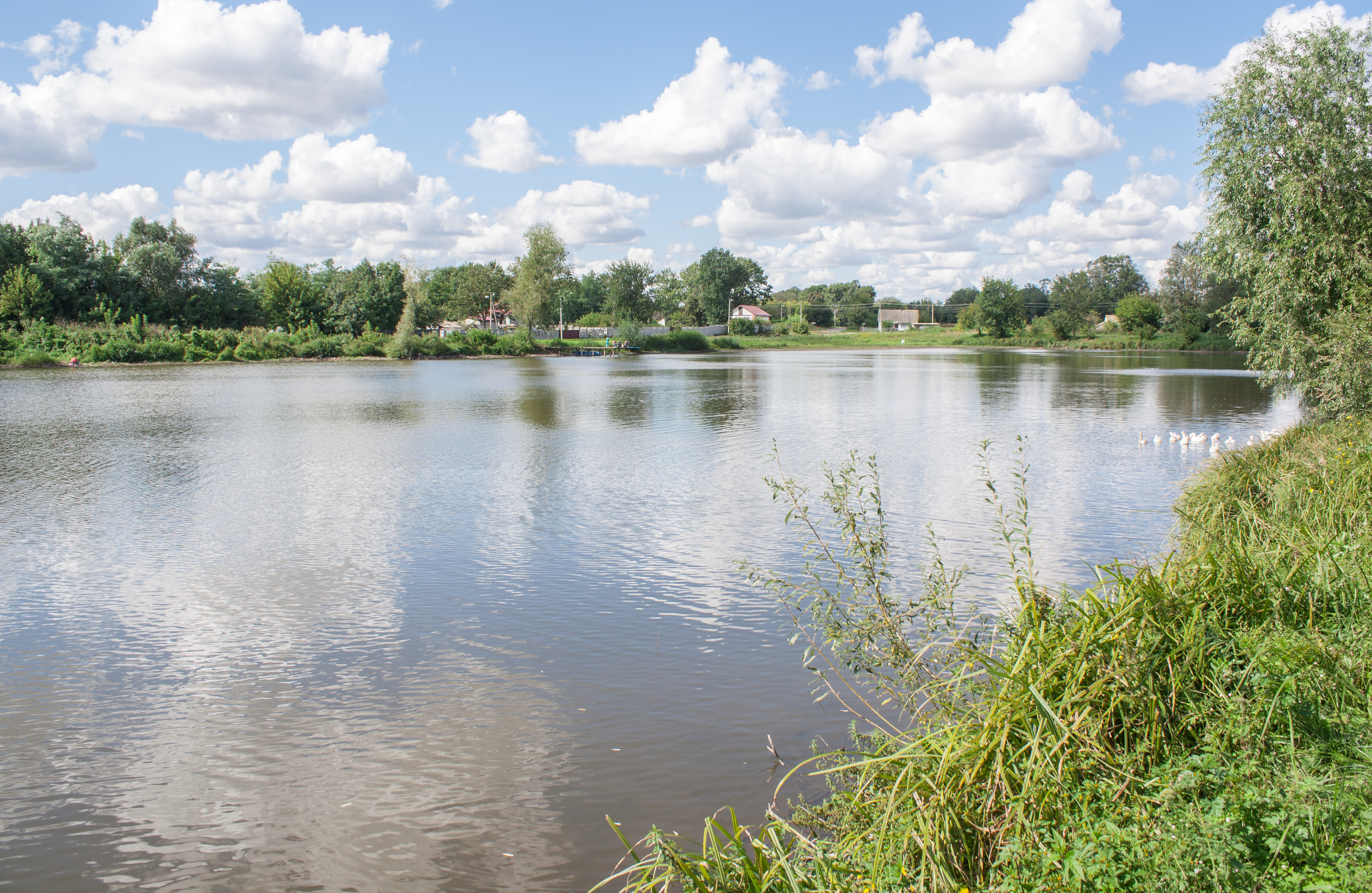
Ставок на річці Тарган